# Národní stadion (Tokio, 1958)
Národní stadion byl víceúčelový stadion sloužící zejména pro fotbal a atletiku ve čtvrti Šindžuku v Tokiu. Pojal 48 000 diváků. Otevřen byl v roce 1958, k jeho uzavření došlo roku 2014. Následně byl zbourán, aby uvolnil místo pro nový stadion.
Národní stadion byl hlavním stadionem během Letních olympijských her 1964, v dalších desetiletích zde své zápasy hrála japonská fotbalová reprezentace.
Konaly se zde také Asijské hry 1958, Univerziáda 1967, Mistrovství světa ve fotbale hráčů do 20 let 1979, Mistrovství světa v atletice 1991, Mistrovství světa ve fotbale hráčů do 17 let 1993, Mistrovství světa ve fotbale klubů od roku 2005 do 2008 a Mistrovství světa ve fotbale žen do 20 let 2012.